# Gaultheria notabilis
Gaultheria notabilis är en ljungväxtart som beskrevs av John Anthony. Gaultheria notabilis ingår i släktet Gaultheria och familjen ljungväxter. Inga underarter finns listade i Catalogue of Life.